# The Juliet Letters
Albums de Elvis Costello with The Brodsky Quartet
G.B.H.
(1991) 2½ Years
(1993)
The Juliet Letters (1993) est un album d'Elvis Costello avec The Brodsky Quartet.

## Liste des pistes

### Album d'origine
| No  | Titre                           | Auteur                                                    | Durée |
| --- | ------------------------------- | --------------------------------------------------------- | ----- |
| 1.  | Deliver Us                      | Declan MacManus                                           | 0:49  |
| 2.  | For Other Eyes                  | Paul Cassidy, MacManus, Doug Phillips                     | 2:55  |
| 3.  | Swine                           | Cassidy, MacManus                                         | 2:08  |
| 4.  | Expert Rites                    | MacManus                                                  | 2:23  |
| 5.  | Dead Letter                     | Cassidy                                                   | 2:18  |
| 6.  | I Almost Had a Weakness         | MacManus, Michael Thomas                                  | 3:53  |
| 7.  | Why?                            | Ian Belton, MacManus                                      | 1:26  |
| 8.  | Who Do You Think You Are?       | MacManus, M. Thomas                                       | 3:28  |
| 9.  | Taking My Life in Your Hands    | Cassidy, MacManus, Jacqueline Thomas, M. Thomas           | 3:20  |
| 10. | This Offer Is Unrepeatable      | Cassidy, MacManus, Belton, Phillips, J. Thomas, M. Thomas | 3:12  |
| 11. | Dear Sweet Filthy World         | Belton, MacManus, M. Thomas                               | 4:17  |
| 12. | The Letter Home                 | Belton, Cassidy, MacManus                                 | 3:10  |
| 13. | Jacksons, Monk and Rowe         | MacManus, M. Thomas                                       | 3:43  |
| 14. | This Sad Burlesque              | Cassidy, MacManus                                         | 2:47  |
| 15. | Romeo's Seance                  | MacManus, M. Thomas                                       | 3:32  |
| 16. | I Thought I'd Write to Juliet   | MacManus                                                  | 4:07  |
| 17. | Last Post                       | M. Thomas; traditionnel                                   | 2:24  |
| 18. | The First to Leave              | MacManus                                                  | 4:59  |
| 19. | Damnation's Cellar              | MacManus                                                  | 3:25  |
| 20. | The Birds Will Still Be Singing | MacManus                                                  | 4:27  |

### Pistes supplémentaires (réédition Rhino Records de 2006)
| No  | Titre                                                             | Auteur                           | Durée |
| --- | ----------------------------------------------------------------- | -------------------------------- | ----- |
| 21. | She Moved Through the Fair                                        | traditionnel                     | 4:46  |
| 22. | Pills and Soap (Live)                                             | Elvis Costello                   | 4:37  |
| 23. | King of the Unknown Sea (Live)                                    | M. Thomas                        | 3:51  |
| 24. | Skeleton (Live)                                                   | M. Thomas                        | 4:54  |
| 25. | More Than Rain (Live)                                             | Tom Waits                        | 3:25  |
| 26. | God Only Knows (Live)                                             | Brian Wilson                     | 4:00  |
| 27. | They Didn't Believe Me (Live)                                     | Jerome Kern                      | 4:01  |
| 28. | O Mistress Mine (avec John Harle)                                 | John Harle                       | 4:03  |
| 29. | Come Away, Death (avec John Harle)                                | Harle                            | 4:30  |
| 30. | Put Away Forbidden Playthings (avec Fretwork)                     | Costello                         | 4:12  |
| 31. | Can She Excuse My Wrongs (avec Fretwork et le Composers Ensemble) | John Dowland                     | 4:05  |
| 32. | Fire Suite 1 (avec Roy Nathanson)                                 | Roy Nathanson                    | 5:29  |
| 33. | Fire Suite 3 (avec Roy Nathanson)                                 | Nathanson                        | 3:19  |
| 34. | Fire Suite Reprise (avec Roy Nathanson)                           | Nathanson                        | 2:39  |
| 35. | Gigi (Live) (avec Bill Frisell)                                   | Alan Jay Lerner, Frederick Loewe | 4:14  |
| 36. | Deep Dead Blue (Live) (avec Bill Frisell)                         | Bill Frisell                     | 3:45  |
| 37. | Upon a Veil of Midnight Blue (Live) (avec Punishing Kiss Band)    | Costello                         | 4:36  |
| 38. | Lost in the Stars                                                 | Kurt Weill                       | 3:56  |

## Personnel
- Elvis Costello - Chant
- Paul Cassidy - Alto
- Michael Thomas - Violon
- Jacqueline Thomas - Violoncelle
- Ian Belton - Violon